# Gabrielle Duchêne
Pour l’article homonyme, voir Duchêne.
Gabrielle Duchêne, née le 26 février 1870 à Paris (France) et morte le 3 août 1954 à Zurich (Suisse), est une militante féministe et pacifiste française.
Elle s'est investie successivement dans la cause du travail des femmes, du pacifisme et de l'antifascisme durant la première moitié du XXe siècle. Non marquée politiquement au début de son engagement, elle devient à partir de 1927 une fidèle compagne de route du Parti communiste français, s'investissant dans de nombreuses organisations et comités liés au mouvement communiste international. Elle est aussi une membre influente de la Ligue internationale des femmes pour la paix et la liberté, association internationale pacifiste et féministe, indépendante de tout parti.

## Biographie

### Origines et vie familiale
Née dans le 16e arrondissement de Paris, elle est issue d'un milieu aisé. Elle est la fille de Joseph Laforcade, jardinier en chef de la ville de Paris, et de Denise Rosalie Maréchal,.
Elle se marie avec l'architecte paysagiste Achille Duchêne. Ils ont une fille, Suzanne, future épouse du Russe Alexandre Roubakine,. Le couple Duchêne vit au 10, avenue de New-York, où une plaque rend hommage à Achille Duchêne et à son père.

### Protection du travail des femmes
Gabrielle Duchêne s'engage dans la vie publique à la suite de l'affaire Dreyfus, d'abord au sein du mouvement féministe et syndical, indignée de l'égoïsme de son milieu bourgeois à l'égard de la misère ouvrière. Elle s'implique principalement sur le sujet de la protection du travail féminin, s'occupant ainsi d'une œuvre philanthropique, l'Assistance par le travail. En 1908, elle crée L'Entraide, une coopérative qui produit des objets de lingerie et de couture, où elle fait se syndiquer toutes les lingères y travaillant. Son siège est situé au 146, avenue Émile-Zola, dans le 15e arrondissement de Paris. Constatant les insuffisances du travail coopératif, elle adhère au conseil syndical de la chemiserie-lingerie. Entre 1913 et 1915, elle préside la section Travail du Conseil national des femmes françaises (CNFF), la principale organisation féministe du pays, de tendance réformiste. Comme le note Emmanuelle Carle, qui lui a consacré une thèse, « la principale caractéristique de son féminisme réside dans son désir de réconcilier le féminisme syndicaliste économique radical et le féminisme bourgeois politique modéré ».
Toujours en 1913, elle fonde l'Office français du travail féminin à domicile (OFTD), qui vise à défendre les femmes contre l'exploitation salariale. L'office a son siège social dans un petit local situé 32, rue Fondary (15e arrondissement). Elle crée aussi l'Office français des intérêts féminins (OFIF).
En 1915, elle devient secrétaire adjointe du Comité intersyndical d'action contre l'exploitation de la femme (CIACEF). Elle défend l'égalité des salaires, la syndicalisation ouvrière et milite pour l'adoption d'un revenu minimum. Elle étudie les progrès législatifs menés sur ce sujet dans d'autres pays que la France et publie une brochure prônant un salaire égal entre les sexes pour un travail égal fourni. Le vote de la loi sur le minimum de salaire en 1915, pour laquelle elle s'est investie, suscite par la suite dans le pays le développement d'organisations syndicales féminines ; la loi ne fut cependant pas appliquée.

### Engagement féministe et pacifiste

#### Pendant la Première guerre mondiale

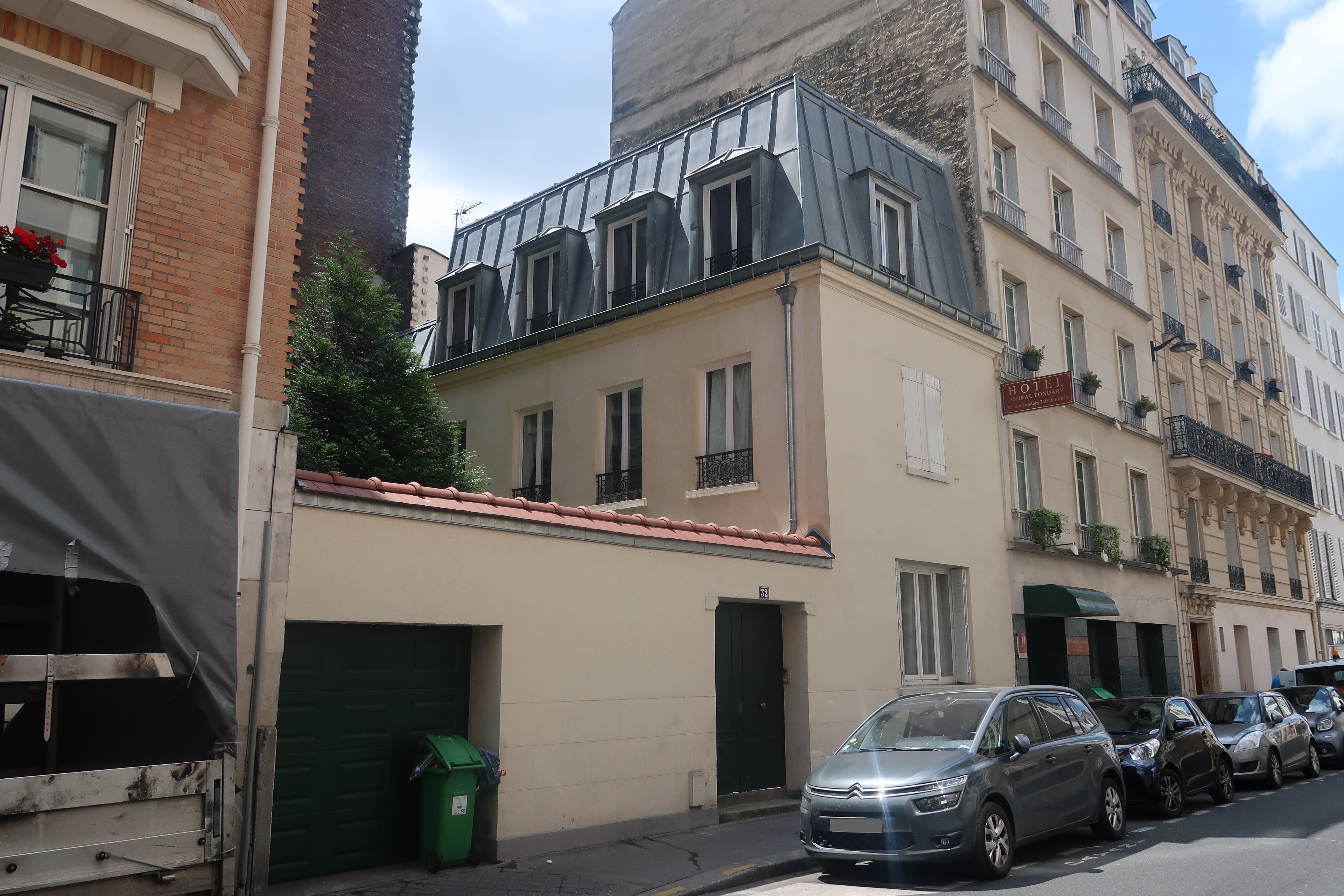
Le 32, rue Fondary (15e arrondissement de Paris).

Durant la Première Guerre mondiale, Gabrielle Duchêne refuse l'Union sacrée, à laquelle adhère la quasi-totalité des associations féministes. Du syndicalisme, elle se tourne alors vers le pacifisme, restant cependant attachée au sujet de la libération économique des femmes. 
En avril 1915, elle se rallie au Congrès international des femmes réuni à La Haye, créé à l'initiative de l'Américaine Jane Addams et d'associations féministes et pacifistes américaines et néerlandaises. Il s'agit d'une scission du mouvement féministe, ces militantes refusant de soutenir l'effort de guerre et appelant à une résolution pacifique du conflit.
Gabrielle Duchêne adhère ainsi au Comité international des femmes pour la paix permanente (CIFPP), fondé à la suite du congrès, où elle n'a pas pu se rendre physiquement. En mai 1915, elle fonde et préside la section française du CIFPP ; elle y est secondée par Jeanne Halbwachs (secrétaire générale), par sa fille Suzanne Duchêne (secrétaire adjointe) et par Mme Morre-Lambellin (trésorière). Le siège social est fixé situé 32, rue Fondary. Un rapport de la préfecture de police note :

« Il semble bien que Madame Duchêne n'ait obtenu de concours que dans son milieu, c'est-à-dire dans la classe bourgeoise et intellectuelle. Toutefois, on a pu noter que quelques ouvrières avait apposé leur signature au bas de l'une de ses lettres encourageant l'initiative de quelques femmes hollandaises,. »

Le mouvement créé par Gabrielle Duchêne est donc sociologiquement restreint. Il ne comporte d'ailleurs qu'une centaine d'adhérentes en 1916, parmi lesquelles Madeleine Rolland, sœur de l'écrivain Romain Rolland.
Rapidement, ce groupe est plongé dans le scandale dit « des femmes de la rue Fondary ». En effet, en novembre 1915, la section française du CIFPP diffuse une brochure rédigée par le philosophe Michel Alexandre (futur mari de Jeanne Halbwachs), Un devoir urgent pour les femmes. Ce document est publié anonymement, sans passer l'autorisation de la censure. Envoyé à des enseignantes et des femmes travaillant dans les services postaux, le texte met en cause la nécessité de poursuivre une guerre sans issue et demande que les gouvernements alliés fassent connaître leurs conditions et ne rejettent aucune proposition de paix, quelle que soit leur origine. Cette publication déclenche les foudres de la police et de violents commentaires dans la presse. En décembre, le domicile de Gabrielle Duchêne 10 quai Debilly (future avenue de New York) est perquisitionné et de nombreux papiers y sont saisis. À partir de cette date, l'activité pacifiste du comité s'arrête presque totalement. Membre de la section, Hélène Brion est jugée en conseil de guerre pour « défaitisme » début 1918.
Les dirigeantes du comité français du CFIPP sont aussi membres de la Société d'études critiques et documentaires sur la guerre qui, fondée fin 1915, réunit la minorité pacifiste de la Ligue des droits de l'homme.

#### Durant l'entre-deux-guerres
En 1919, lors du congrès de Zurich, la CIFPP devient la Ligue internationale des femmes pour la paix et la liberté (LIFPL). Cette association internationale pacifiste et féministe porte une idéologie influencée par les idéaux wilsonniens. Gabrielle Duchêne devient la secrétaire générale de la section française et joue moteur dans ses instances internationales (congrès, comités exécutifs, tournées de conférence, etc.). Elle publie par ailleurs de nombreux articles, notamment dans la revue de la section française (SOS de 1925 à 1935 puis En Vigie de 1935 à 1939).
Mais son activité pacifiste déborde largement le cadre de cette organisation puisqu'elle est présente, par exemple, au Congrès international de la paix qui se tient du 10 au 15 décembre 1922 à La Haye, à l'initiative de la Fédération syndicale internationale. Elle mêle ainsi engagement syndical et pacifiste.
Son engagement pacifiste se teinte aussi progressivement d'antifascisme dans les années 1930. Elle reste cependant la présidente de la section française de la LIFPL jusqu'à sa mort.

### Engagement antifasciste

#### Compagne de route du Parti communiste
Dès le début des années 1920, Gabrielle Duchêne s'implique en faveur de la jeune Russie soviétique. Elle s'investit dans la campagne d'aide aux victimes de la famine de 1921-1923 (Comité français de secours aux enfants),. Membre du Comité international de secours à la Russie créé par la Croix-Rouge, elle effectue aussi de nombreuses tournées de conférences en son nom. À partir de 1926, elle est membre du Secours rouge international.
Sympathisante de l'URSS, elle devient « compagne de route » du Parti communiste français à la fin des années 1920. Il semble qu'elle n'ait jamais adhéré au parti. Pour Emmanuelle Carle, il s'agit là d'un tournant, son pacifisme auparavant pragmatique étant désormais « teinté » de communisme.
À sa fondation en 1927, elle rejoint la Société des Amis de l'URSS et participe comme déléguée de la section féminine CGTU aux célébrations liées au dixième anniversaire de la révolution d'Octobre à Moscou. En 1927-1928, elle prend part à la fondation du Cercle de la Russie neuve, qui réunit plusieurs personnalités. Comme le note l'historienne Sophie Cœuré dans La Grande lueur à l’Est, l'association se dit apolitique tout en étant lié au VOKS, la Société pan-soviétique pour les relations culturelles avec l’étranger. 
Le philocommunisme de Gabrielle Duchêne est moins idéologique que lié à la conviction que l'URSS est la « "patrie de la paix" et de la libération de la femme ». Elle développe ainsi une « rhétorique propagandiste communisante », qui influence son militantisme pacifiste au sein de la LIFPL. Elle souhaite ainsi convaincre ses membres de la nécessité de défendre le régime soviétique, ce qui ne va pas sans provoquer des conflits, au niveau de la section française qu'elle préside, et du bureau directeur international où elle siège.
Sous le Front populaire, le Cercle est renommé Association pour l'étude de la civilisation soviétique et Gabrielle Duchêne en devient la secrétaire générale. À ce titre, elle effectue un voyage d'étude en URSS en 1936. En 1937, elle assiste aux Journées françaises pour la paix et l’amitié avec l'URSS, qui se tiennent dans le grand amphithéâtre de la Sorbonne, et y donne une conférence intitulée « Le développement des Républiques fédérées ».

#### À la tête du Comité mondial des femmes contre la guerre et le fascisme (CMF)
En février 1927, elle participe au congrès de fondation de la Ligue contre l'impérialisme et l'oppression coloniale qui se tient à Bruxelles ; cette association travaille, avec l'aide de la Troisième Internationale, à développer les luttes anticoloniales. Gabrielle Duchêne est membre de son comité exécutif. En 1932 à Paris, elle assiste à la Conférence générale sur le désarmement et, la même année à Amsterdam, au Congrès contre la guerre et l'impérialisme, mené par Romain Rolland et Henri Barbusse, et où est initié le mouvement Amsterdam-Pleyel. Juste après, un Comité de lutte contre la guerre impérialiste est créé, dont elle est membre du bureau. Elle écrit des articles dans la revue Clarté, éditée dans son sillage par le Comité mondial contre la guerre et le fascisme. Elle s'oppose au Front commun créé par le radical Gaston Bergery. Après la crise du 6 février 1934 qui fait craindre un coup de force d'extrême droite, elle adhère au Comité d'action antifasciste et de vigilance.

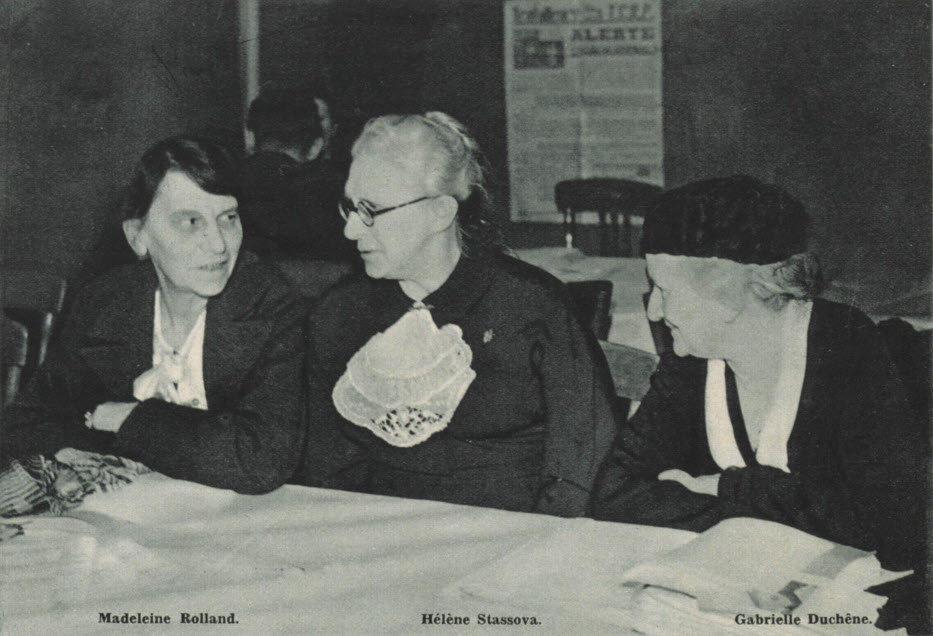
Madeleine Rolland, Elena Stassova et Gabrielle Duchêne (à droite) en août 1934 au rassemblement mondial des femmes.

En 1934, elle est l'une des secrétaires du Comité mondial des femmes contre la guerre et le fascisme (CMF), une organisation féminine pacifiste proche du mouvement communiste. Le Comité revendique 10 millions de membres au niveau mondial, dont 100 000 en France. Gabrielle Duchêne se rend en son nom en septembre 1936 à Bruxelles pour le congrès de fondation du Rassemblement universel pour la paix (RUP), dont elle est co-rapporteuse de la section féminine. Elle participe par ailleurs à plusieurs manifestations unitaires antifascistes et à des groupes de soutien à des prisonniers politiques et antifascistes, comme le Comité Thälmann, et s'engage auprès de victimes de plusieurs dictatures d'Europe centrale. La participation de Gabrielle Duchêne à ces associations et ces évènements, souvent parrainés par Moscou, vise à initier un mouvement féministe pacifiste de masse opposé au fascisme. Souhaitant transcender féminisme, pacifisme et communisme, elle se présente comme une médiatrice, qui veut concilier les positions des dirigeantes bourgeoises de la LIFPL, au nombre d'adhérentes restreint, et les très nombreuses ouvrières membres du CMF. Cela suscite à nouveau des tensions, même si elle tente de freiner ses positions radicales pour ne pas déroger aux principes plus modérés de la LIFPL.
Elle soutient la République espagnole et le Front populaire, dans ce dernier cas, en lien avec le Centre pour la défense des droits des femmes (CDDF), émanation du CMF.

### Seconde Guerre mondiale et fin de vie
En 1940, au début de la Seconde Guerre mondiale, elle est recherchée par la Gestapo et quitte donc la capitale pour se cacher dans le Midi. Liée à des résistants autour d'Aix-en-Provence, elle doit cependant à nouveau déménager à cause d'une dénonciation. De 1943 à 1944, elle est accueillie par son amie Claire Géniaux à Milhars (Tarn).
Dès la Libération, elle reprend ses activités militantes. En décembre 1944, elle rejoint le Comité d'initiative national de France-URSS, participe à Paris au premier congrès de la Fédération démocratique internationale des femmes (FDIF), organisation féminine de masse sous orbite soviétique, et se lie à divers mouvements du même ordre (Mouvement de la paix, Union des femmes françaises, France-Viet-Nam, etc.). Elle est aussi membre du Secours populaire. En 1948, sa fille Suzanne devient membre de la commission de l'enfance de la FDIF. 
Gabrielle Duchêne reste surtout à la tête de la section française de la LIFPL jusqu'à sa mort,. Celle-ci est la plus radicale de l'association, entretenant des liens particuliers avec la FDIF. Au contraire, les sections anglo-saxonnes de la LIFPL sont méfiantes vis-à-vis de la diplomatie soviétique, mais n'en sont pas moins critiques concernant la diplomatie des États-Unis. Si un risque de scission devient réel, tant l'antagonisme semble fort entre la section française et les autres, le groupe d'une centaine de femmes dirigé par Gabrielle Duchêne ne part pas ; au-delà de sa présidente, les opinions de ses membres restent hétérogènes. Gabrielle Duchêne, quoiqu'aveuglée par sa sympathie vis-à-vis du régime communiste, cherche surtout à créer des points d'équilibre entre femmes de l'Ouest et de l'Est afin de promouvoir la paix. Elle meurt en 1954. Sa successeure à la tête de la section, Isabelle Pontheil, est aussi philo-communiste mais moins vindicative concernant les États-Unis. Au début des années 1960, la Détente permet d'apaiser les tensions avec les autres sections, qui se mettent elles aussi à dialoguer avec des femmes de l'Est.

## Archives et historiographie
Les archives de Gabrielle Duchêne sont conservées à La Contemporaine (ex-BDIC) depuis 1973,. Elles ont été versées par sa fille. 
Concernant sa présidence de la section française de la LIFPL, il faut se référer à Yvonne Sée, Réaliser l’espérance (Pax, 1984), aux archives de la section conservées à l'université du Colorado (États-Unis) et à celles hébergées à La Contemporaine (distinctes des archives de Gabrielle Duchêne stricto sensu).
Un premier mémoire de recherche est consacré à Gabrielle Duchêne en 1984. En 2005, la thèse d'Emmanuelle Carle a pour sujet : « Gabrielle Duchêne et la recherche d’une autre route : entre le pacifisme féministe et l'antifascisme », qui se concentre sur son action dans l'entre-deux-guerres,. En 2018, un autre mémoire lui est consacré, cette fois-ci concernant son activité après la Seconde Guerre mondiale.

## Publications
- 1914 : Le travail à domicile. Ses misères, ses dangers. Les moyens d’y remédier, Paris, Office français du travail à domicile.
- 1917 : Le droit à la vie et le minimum de salaire, Villeneuve-Saint-Georges, Imprimerie coopérative ouvrière.
- 1918 : Les progrès de la législation sur le minimum de salaire avec la traduction des derniers textes législatifs des États-Unis, Paris, Librairie des sciences économiques et sociales, Marcel Rivière.
- 1925 : L'Éducation en vue de la paix. Rapport présenté au premier congrès général de l'enfant, Genève.
- 1919 : The famine in Europe. The facts and suggested remedies
- 1929 : Russie, Extrême-Orient, colonies d’Asie, par Albert Thomas, Panaït Istrati, Alexandre Kerensky, Marius Moutet et Gabrielle Duchêne, Paris, Comité national d'études sociales et politiques.
- 1934 : La femme en URSS, Courbevoie, La Cootypographie.
- 1953 : Por un mundo de paz ! Por la vida de nuestros hijos ! Por nuestros derechos !, Paris, Imp. H. Giraud.

Elle a aussi préfacé Les méthodes modernes de guerre et la protection des populations civiles, avec une déclaration du professeur P. Langevin (Paris, Marcel Rivière, 1929), Confiance en Hitler ? Autour d’une interview de M. Jean Goy (Paris, Comité mondial des femmes), La famille et le mariage en URSS (Paris, Éditions France-URSS) et Guerre, War, Krieg (Paris, Comité mondial des femmes).